# 黎光道
黎光道（發音：[le˧˧ kwaːŋ˧˧ ʔɗaːw˧˨ʔ]；1921年8月8日—1999年7月24日），越南政治家、越南共产党领导人。
出生在北宁省的慈山县。后来加入越南人民军，有28年的从军经历，在1959年的时候提升为少将，1974年提升为中将。1960年至1991年期间担任越南共产党中央委员。1987年至1992年期间担任第八届越南国会主席。
他在1990年代重建了北宁省的李八帝庙。
1999年7月，在河內去世，葬於枚驛公墓。
| 前任： 阮友寿 | 越南国会主席 1987年—1992年 | 越南国会主席 1987年—1992年 | 繼任： 农德孟 |